# Basenji
Basenji är en hundras från Centralafrika. Basenjin är en jagande pariahund (urhund) som räknas till de ofullständigt domesticerade schenzihundarna. Den ofullständiga domesticeringen yttrar sig bland annat i att basenjin inte skäller; istället använder den sig av "joddling".

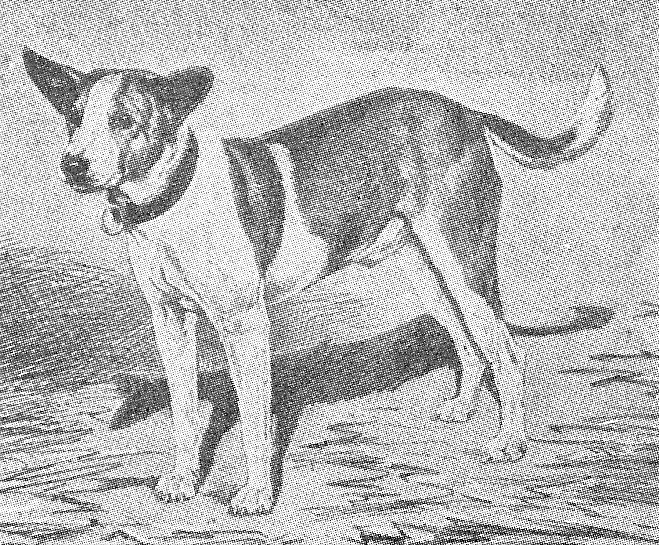
En "kongoterrier" från Carl Leuhusens "Rashundar i ord och bild", 1932.

## Historia
Den förste  västerlänningen som beskrev basenjin var Georg August Schweinfurth (1836-1925) när han år 1868 skildrade zandefolket, då kallade Niam-Niam. De första basenjina importerades till England från Kwango i sydvästra Kongo-Kinshasa. Dessa dog av valpsjuka som rasen tidigare var mycket känslig för. När basenjin först visades på hundutställning kallades rasen för Congo Terrier eller African Bush Dog.
ÅR 1937 gjordes ett försök då man slutligen lyckades få hundarna att överleva och sedan dess har avel bedrivits i Europa och från några år senare i Nordamerika. Nya hundar har importerats från Afrika till olika länder vid olika tidpunkter. Bl.a. har hundar inskaffats hos olika pygmégrupper. Senast år 1987 öppnades stamboken i USA för basenjier från zandefolket på gränsen mellan Kongo och Sudan. I Storbritannien bildades den första rasklubben år 1939.
Till Sverige kom rasen år 1951, och det Svenska Basenjisällskapet år 1977.

## Egenskaper
Basenjin är ofta lekfull. Rasen kan vara reserverad mot främlingar och andra hundar, särskilt efter könsmognaden. Även om basenjin anses vara en snäll hund, är det ingen hund som passar alla. Rasen är självständig och tänker själv, och beskrivs ofta likna katter till sinnet. Basenjin är känslig och man får inte skrämma den eller vara hårdhänt mot den. Basenjin tvättar sig själv på liknande sätt som katter.
Den ylar mycket, och kan faktiskt skälla, även om skallet är dovt och vanligen endast förekommer i försvarssituationer (liksom hos varg).

## Utseende
Basenjin är en elegant hund med högburet huvud. Den har karakteristiska rynkor i pannan, upprättstående öron, välvinklade ben och hårt rullad kort svans. Den har vackra rörelser som kan liknas vid en fullblodshästs. Basenjin blir mellan 40 och 45 cm hög i manken och har kort päls utan underull.